# Central'nyj (Oblast' di Nižnij Novgorod)
Central'nyj (in russo Центральный?) è un insediamento di tipo urbano della Russia europea centro-orientale, situato nel Volodarskij rajon dell'oblast' di Nižnij Novgorod.
Si trova 77 km a ovest di Nižnij Novgorod.